# Старый израильский шекель
Старый израильский шекель, или израильский шекель (ивр. שקל‎, «шекель»; араб. شيكل‎, «шекель») — валюта Государства Израиль с 24 февраля 1980 года по 3 сентября 1985 года включительно.
В 1980 году израильский фунт был заменён израильским шекелем (10 израильских фунтов : 1 Израильский шекель). После гиперинфляции в 1985 году израильский шекель был заменен новым израильским шекелем (1000 Израильский шекель : 1 Новый израильский шекель).

## История
В связи с гиперинфляцией, достигавшей сотен процентов в год, израильский шекель сильно обесценился. После того, как израильское правительство сумело обуздать гиперинфляцию, был осуществлён переход к новой валюте, названной новый израильский шекель. Эта валюта имеет хождение с 4 сентября 1985 года и до сегодняшнего дня. После 4 сентября 1985 года выведенный из обращения израильский шекель в обиходе часто называют старым шекелем (в отличие от нового шекеля, введённого в оборот).

## Банкноты
Ещё 4 июня 1969 года на заседании Кнессета был принят закон, по которому израильская валюта должна именоваться «шекель». Однако практической ценности этот закон не имел, поскольку в нём было прописано, что переход с лир на шекели будет произведён по указу министра финансов в момент, который покажется ему подходящим.
В ноябре 1977 года представитель Банка Израиля при правительстве Арнон Гафни посоветовал ратифицировать закон от 1969 года и выпустить новую валюту — шекель. В мае 1978 года проект утвердили премьер-министр Израиля Менахем Бегин и министр финансов Симха Эрлих. План замены денежных знаков готовился в тайне и был обнародован только 22 февраля 1980 года, когда началась кампания смены дензнаков.
Внешний вид банкнот остался прежним, изменились только названия и количество нулей в номиналах.
Это была самая крупная серия банкнот в истории государства Израиль. Первоначально было четыре банкноты достоинствами 1, 5, 10 и 50 шекелей, но из-за галопирующей инфляции в период с 1981 по 1985 год были добавлены ещё пять номиналов — 100, 500, 1000, 5000 и 10 000 шекелей.
Дизайн как банкнот, так и монет, повторял дизайн последних выпусков эквивалентных по номиналу банкнот и монет израильского фунта (например, 1 шекель — тот же дизайн, что и у 10 фунтов 1975 года выпуска), однако монеты были меньшего размера в связи с подорожанием металла по отношению к номиналу.
В целях унификации, начиная с банкноты достоинством 500 шекелей, все дензнаки выпускались стандартного размера 138×76 мм.
| Изображение | Номинал        | Размеры (мм) | Основные цвета      | Дизайн | Выпущена   | Изъята     |
| ----------- | -------------- | ------------ | ------------------- | --- | ---------- | ---------- |
|             | 1 шекель       | 135×76       | Фиолетовый          | Аверс: Портрет Мозеса Монтефиоре на фоне первого еврейского квартала вне стен Старого города Иерусалима — «Мишкено́т-Шаанани́м» в Иерусалиме; текст «1 шекель» и «Банк Израиля» на иврите. Реверс: Яффские ворота Старого города Иерусалима, текст «Банк Израиля» на иврите, английском и арабском языках. Цвет нумерации: Чёрный. Водяные знаки: Профиль Мозеса Монтефиоре. Знаки для слепых: Два круга с выпуклыми полосками в левой нижней части банкноты. Подписи: Председатель банка Арнон Гафни, председатель Консультативного совета Давид Горовиц Дизайн: Пауль Кор, Адриан Сенгер. | 24.02.1980 | 04.09.1986 |
|             | 5 шекелей      | 141×76       | Зелёный             | Аверс: Портрет Хаима Вейцмана на фоне здания библиотеки научно-исследовательского института в Реховоте; текст «5 шекелей» и «Банк Израиля» на иврите. Реверс: Дамасские ворота Старого города Иерусалима, текст «Банк Израиля» на иврите, английском и арабском языках. Цвет нумерации: Чёрный. Водяные знаки: Профиль Хаима Вейцмана. Знаки для слепых: Один круг с выпуклыми полосками в левой нижней части банкноты. Подписи: Председатель банка Арнон Гафни, председатель Консультативного совета Давид Горовиц Дизайн: Пауль Кор, Адриан Сенгер. | 24.02.1980 | 04.09.1986 |
|             | 10 шекелей     | 147×76       | Синий               | Аверс: Портрет Теодора Герцля на фоне строения на входе в мемориальный комплекс «Гора Герцля» в Иерусалиме; текст «10 шекелей» и «Банк Израиля» на иврите. Реверс: Сионские ворота Старого города Иерусалима, текст «Банк Израиля» на иврите, английском и арабском языках. Цвет нумерации: Чёрный. Водяные знаки: Профиль Теодора Герцля. Знаки для слепых: Отсутствуют. Подписи: Председатель банка Арнон Гафни, председатель Консультативного совета Давид Горовиц Дизайн: Пауль Кор, Адриан Сенгер. | 24.02.1980 | 04.09.1986 |
|             | 50 шекелей     | 153×76       | Бежевый             | Аверс: Портрет Давида Бен-Гуриона на фоне здания библиотеки кибуца Сде-Бокер в пустыне Негев; текст «50 шекелей» и «Банк Израиля» на иврите. Реверс: Золотые ворота Старого города Иерусалима, текст «Банк Израиля» на иврите, английском и арабском языках. Цвет нумерации: Чёрный. Водяные знаки: Профиль Давида Бен-Гуриона. Знаки для слепых: Овал с выпуклыми полосками в левой нижней части банкноты. Подписи: Председатель банка Арнон Гафни, председатель Консультативного совета Давид Горовиц Дизайн: Пауль Кор, Адриан Сенгер. | 24.02.1980 | 04.09.1986 |
|             | 100 шекелей    | 159×76       | Оранжево-коричневый | Аверс: Портрет Зеэва Жаботинского на фоне здания «Шуни» в Биньямине; текст «100 шекелей» и «Банк Израиля» на иврите. Реверс: Ворота Ирода Старого города Иерусалима, текст «Банк Израиля» на иврите, английском и арабском языках. Слово «Иерусалим» микротекстом на иврите. Цвет нумерации: Чёрный. Водяные знаки: Профиль Зеэва Жаботинского. Защита от подделки: Металлическая нить на левой стороне банкноты. При просмотре банкноты на просвет средний нуль в цифре «100» в верхнем левом углу аверса сливается с соответствующим нулём цифры «100» в верхнем правом углу реверса. Знаки для слепых: Горизонтальные длинные и короткие выпуклые полоски в левой нижней части банкноты. Подписи: Председатель банка Арнон Гафни, председатель Консультативного совета Марк Мосевич. Дизайн: Художники-графики из Дании. Примечание: Специальный выпуск данной банкноты имеет два коричневых квадрата рядом с цифрами нумерации. | 11.12.1980 | 04.09.1986 |
|             | 500 шекелей    | 138×76       | Красный             | Аверс: Портрет Эдмона де Ротшильда на фоне группы сельских работников; текст «500 шекелей» и «Банк Израиля» на иврите. Реверс: Виноградная гроздь, текст «Банк Израиля» на иврите, английском и арабском языках. Названия 44-х поселений в Земли Израильской в две строки микротекстом, на иврите. Цвет нумерации: Чёрный. Водяные знаки: Портрет Эдмона де Ротшильда. Защита от подделки: Металлическая нить в середине банкноты. При просмотре банкноты на просвет четыре ромба на аверсе сливаются с двумя ромбами на реверсе так, что можно видеть шестиугольную гексаграмму — Звезду Давида. Знаки для слепых: Маленький выпуклый круг в правой нижней части банкноты. Подписи: Председатель банка Моше Мандельбаум, председатель Консультативного совета Баркай Хаим. Дизайн: Цви Наркис | 01.12.1982 | 04.09.1986 |
|             | 1000 шекелей   | 138×76       | Зелёный             | Аверс: Портрет Рамбама на фоне его рукописи Мишне Тора — первого полного кодекса еврейского закона; текст «1000 шекелей» и «Банк Израиля» на иврите. Реверс: Стилизованный вид города Тверии, где похоронен Рамбам, древняя менора, вырезанная на камне; текст «Банк Израиля» на иврите, английском и арабском языках. Цвет нумерации: Чёрный. Водяные знаки: Портрет Рамбама. Защита от подделки: Металлическая нить в середине банкноты. При просмотре банкноты на просвет треугольник на аверсе сливается с треугольником на реверсе так, что можно видеть шестиугольную гексаграмму — Звезду Давида. Знаки для слепых: Маленький выпуклый треугольник в правой нижней части банкноты. Подписи: Председатель банка Моше Мандельбаум, председатель Консультативного совета Авраам Шапира. Дизайн: Цви Наркис, при содействии Ари Глейзера Примечание: В некоторой части выпуска при печати вкралась ошибка: вместо слова «Харав» («הרב») напечатано «Рарав» («ררב»).                                                                                       | 17.11.1983 | 04.09.1986 |
|             | 5000 шекелей   | 138×76       | Синий               | Аверс: Портрет Леви Эшколя на фоне объединённого Иерусалима; текст «5000 шекелей» и «Банк Израиля» на иврите. Реверс: Стилизованное изображение всеизраильского водопровода на фоне вида безводных и пахотных земель; текст «Банк Израиля» на иврите, английском и арабском языках. Цвет нумерации: Чёрный. Водяные знаки: Портрет Леви Эшколя. Защита от подделки: Металлическая нить в середине банкноты. При просмотре банкноты на просвет геометрическая фигура на аверсе сливается с геометрической фигурой на реверсе так, что можно видеть шестиугольную гексаграмму — Звезду Давида. Знаки для слепых: Выпуклый квадрат в правой верхней части банкноты. Подписи: Председатель банка Моше Мандельбаум, председатель Консультативного совета Авраам Шапира. Дизайн: Яаков Цим | 09.08.1984 | 04.09.1986 |
|             | 10 000 шекелей | 138×76       | Оранжево-жёлтый     | Аверс: Портрет Голды Меир, символическое изображение древа, ветви которого переплелись в виде шестиконечной Звезды Давида на фоне меноры — герба Израиля; текст «10 000 шекелей» и «Банк Израиля» на иврите. Микротекст на иврите: «Отпусти народ мой!» (ивр. שלח את עמי!‎, Шалах эт ами́!) — фраза из Книги Исход, в которой Моисей потребовал у фараона освободить евреев из египетского рабства. Реверс: Репродукция фотографии встречи Голды Меир с москвичами в сентябре 1948 года; текст на иврите «Отпусти народ мой!» и «Банк Израиля» на иврите, английском и арабском языках. Цвет нумерации: Чёрный. Водяные знаки: Портрет Голды Меир. Защита от подделки: Металлическая нить в середине банкноты. При просмотре банкноты на просвет три ветви меноры на аверсе сливаются с четырьмя ветвями меноры на реверсе так, что можно видеть менору-семисвечник. Знаки для слепых: Выпуклый ромб в правой верхней части банкноты. Подписи: Председатель банка Моше Мандельбаум, председатель Консультативного совета Авраам Шапира. Дизайн: Ашер Кальдерон | 27.11.1984 | 04.09.1986 |